# عاموس عوز
عاموس عوز (به عبری: עמוס עוז) نویسنده، رمان‌نویس، روزنامه‌نگار و روشن‌فکر اسرائیلی بود. او همچنین استاد ادبیات عبری دانشگاه بن گوریون بود.
عاموس عوز از سال ۱۹۶۷ به بعد یکی از مدافعان برجسته چاره دو کشوری برای حل مشکل مناقشه اسرائیل و فلسطین بود. وی از اعضای مؤسس جنبش صلح اکنون (شالوم عخشاو) و یکی از مدافعان حقوق فلسطینیان، در بین روشن‌فکران چپ‌گرای اسرائیل است.

او در طول دوران فعالیت حرفه‌ای خود بیش از ۴۰ کتاب از جمله رمان، مجموعه داستان کوتاه، کتاب کودک و مقاله نوشت و آثارش بیش از هر نویسنده اسرائیلی به زبان‌های دیگر ترجمه شد.
عاموس عوز در سال ۲۰۰۹ میلادی، برای دریافت جایزه نوبل ادبیات شانس بالایی را داشت. هرچند نهایتاً جایزه، نصیب هرتا مولر، شاعر و مقاله‌نویس رومانیایی‌تبار آلمانی شد.
وی در سال ۲۰۰۸ میلادی موفق به دریافت جایزه بنیاد ادبی هانریش هاینه به پاس یک عمر آفرینش‌های ادبی شد.
او همچنین برنده جایزه‌های دیگری از جمله لژیون دونور فرانسه، جایزه اسرائیل، جایزه ادبی گوته، جایزه شاهدخت آستوریاس و جایزه فرانتس کافکا بود.
عوز در روز ۲۹ دسامبر ۲۰۱۸ در ۷۹ سالگی بر اثر بیماری سرطان درگذشت.